# Champagne Lanson

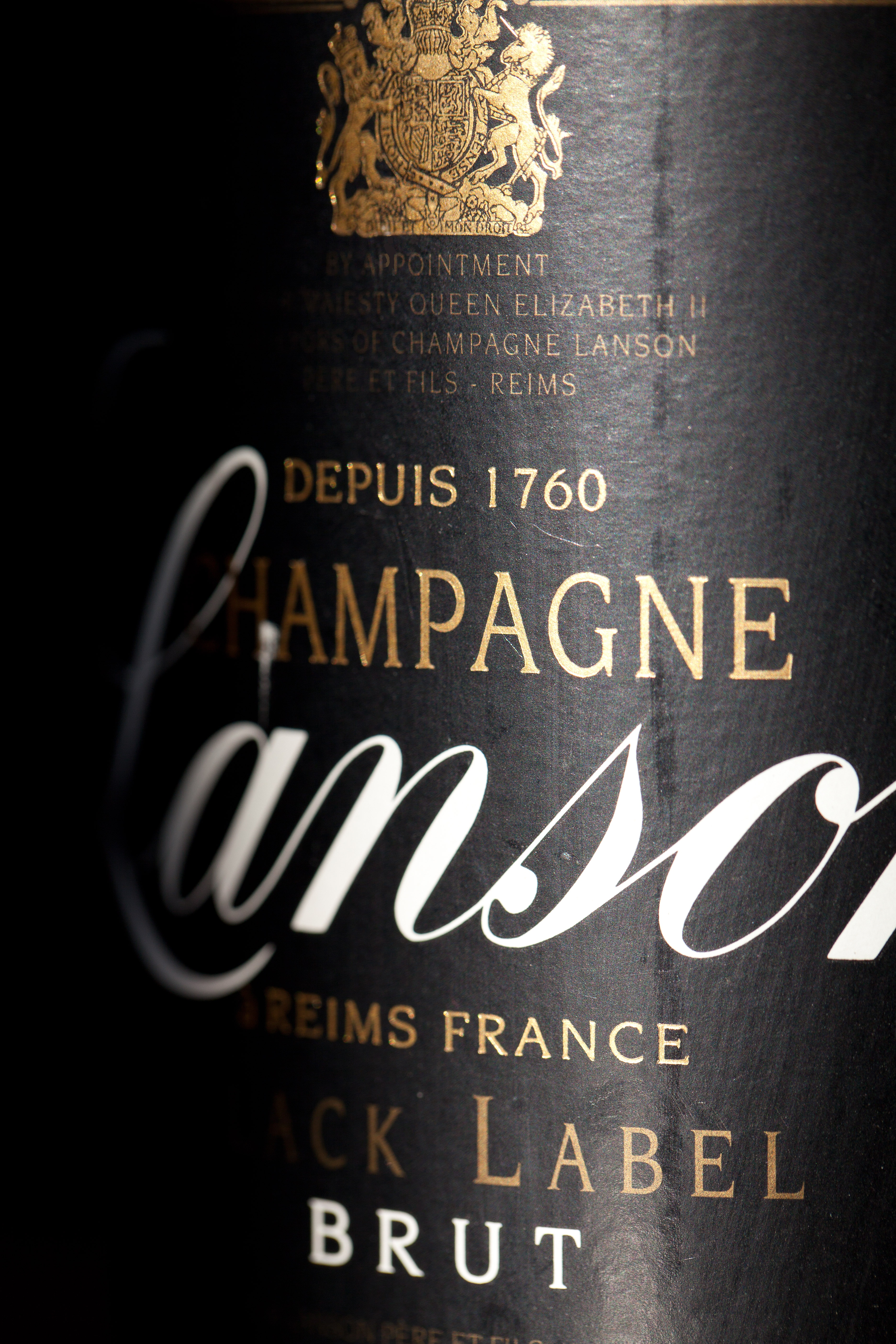
Flaschenetikett „Black Label“

Champagne Lanson ist eine der ältesten Champagnermarken und ein Champagnerhaus mit Besitz eines eigenen ‚Clos‘ - einer ursprungs-geschützten Lage, was eine Seltenheit in der Region ist.

## Geschichte
Es wurde 1760 von François Delamotte gegründet. Namensgeber war der damals erst minderjährige Jean-Baptiste Lanson (1777–1858), Schüler des Collège des Bons Enfants in Reims. Sein erziehungsberechtigter Onkel, Abt Legros, floh mit ihm vor der Revolutionsarmee während der Französischen Revolution ins westfälische Münster, wo ein befreundeter Weinhändler arbeitete. Nach deren Rückkunft in Reims fand Lanson dort den einflussreichen Advokaten und Händler François Delamotte, mit dem er mit 18 Lebensjahren einen Liefervertrag abschloss. Münster stellte sich als hervorragender Markt für Champagner dar und Lanson konnte sehr erfolgreich und in großem Stil handeln.
Lanson konnte den Weinhandel 1837 nach neunjähriger Partnerschaft von Delamotte kaufen und gründete die „Lanson & Cie“. Der Handel erstreckte sich inzwischen auch auf Holland und England. Nach den Verwerfungen der 1848er Revolution stieg Jean-Baptistes Sohn Victor-Marie mit in das Geschäft ein und es begannen viele erfolgreiche Jahre der Belle Époque. Bis 1930 war ein weltweites Handelsnetz aufgebaut, das bis in die Vereinigten Staaten von Amerika, nach Neuseeland, Fernost und Neukaledonien reichte. Bis 1967 führte Victors Sohn Étienne die Geschäfte, 1976 kam das Haus erstmals in fremde Hände zum „Maison Massé“, 1984 zur Danone-Gruppe. Seit 1991 gehörte es zum Haus „Marne et Champagne“, 1996 wurde Lanson von der Boizel-Chanoine Gruppe (BCC) gekauft.
Lanson ist seit der Ära Victoria britischer Hoflieferant und darf auf seinem Etikett daher das Wappen des Britischen Königshauses tragen. Das zum Teil auf den Etiketten abgedruckte Malteserkreuz geriert vom Gründer Delamotte, der Ritter des Malteserordens war. Wichtigstes Produkt von Lanson ist die „Black-Label“-Linie, die 1937 entstanden ist und keine Jahrgangsweine bei der Produktion verwendet. Heute gehen etwa 65 % der Produktion in den Export.

## Black Label Brut
Das Markenprodukt Black Label Brut besteht zu 35 % aus Chardonnay, 50 % Pinot Noir und 15 % Pinot Meunier, davon 25 % klassifizierter Ausbau. Die Schaumweine werden im klassischen Stil gekeltert und ohne biologischen Säureabbau vinifiziert. Die Reifung vollzieht sich in den klimatisierten Kellern des Hauses. Der Geschmack kann als fruchtig-aromatisch und frisch beschrieben werden. Der Fruchtton gereicht gelber Mittelmeerfrüchte wie Aprikose, Nektarine, Birne oder Ananas.
Zudem werden hergestellt:
- Gold label brut
- Brut Rosé
- Blanc de Blancs Brut Millésimé
- Noble Cuvée Brut Millésimé
- Ivory Label Demi-Sec
- Lanson by Paco Rabanne Brut Blanc de Blancs Millésimé
- Cuvée Extra Age